# Contigaspis zillae
Contigaspis zillae är en insektsart som först beskrevs av Hall 1923.  Contigaspis zillae ingår i släktet Contigaspis och familjen pansarsköldlöss. Inga underarter finns listade i Catalogue of Life.